# Флаг Исландии
Флаг Исла́ндии (исл. Íslenski fáninn) был официально утверждён «Законом о национальном флаге исландцев и государственном гербе» № 34 от 17 июня 1944 года — в день, когда Исландия стала независимой республикой. Закон описывает флаг следующим образом:
Гражданский национальный флаг исландцев — синий как небо со снежно-белым крестом и огненно-красным крестом внутри белого креста. Концы креста достигают краёв флага, их ширина относится как 2/9, а красного креста — как 1/9 к ширине флага. Синие поля флага представляют собой правильные прямоугольники; ширина и длина древковых (внутренних) полей совпадает, а длина вольных (внешних) полей в два раза больше их ширины. Соотношение ширины флага к его длине составляет 18:25.
Цвета флага связывают с исландским пейзажем: красный цвет — цвет огня исландских вулканов, белый — цвет льдов и снегов, а синий — цвет вод Атлантического океана, окружающего остров.
Государственный флаг Исландии (исл. Tjúgufáni) отличается от национального длиной и наличием двух косиц, образованных треугольным вырезом в вольной части флага. Длина синих полей в вольной части флага в три раза больше их ширины. Вырез идёт от края вольной части к горизонтальной оси флага, отсекая от синего поля треугольник со сторонами, равными 3/7 длины поля и ширине поля. Линия выреза, достигнув красного креста, пересекает его вертикально. Пропорции флага 9:16.

## История

Первый неофициальный флаг Исландии — «Квитблауин»

Флаг Королевства Исландия в личной унии с Данией
—
неофициально с 19 июня 1915

Первый национальный флаг Исландии, известный как «Квитблауин» (исл. Hvítbláinn, дословно: «бело-синий»), представлял собой белый крест на тёмно-синем фоне. Впервые он был поднят в 1897 году.
22 ноября 1913 года королевским декретом Дании было подтверждено право Исландии на собственный флаг.
19 июня 1915 года альтингом утверждён национальный флаг острова, аналогичный современному: белый крест был дополнен внутренним красным крестом.
В 1918 году Дания признала суверенитет Исландии в рамках унии.
12 февраля 1919 года король Дании и Исландии Кристиан Х утвердил исландский флаг.
В 1944 году, после достижения полной независимости, флаг почти не изменился, однако его синий цвет приобрёл более тёмный оттенок (в период с 1918 по 1944 год он определялся как ультрамариновый).
Рисунок флага отражает скандинавскую традицию, идущую от флага Дании. Красный цвет креста также напоминает о влиянии Дании. Синий же и белый цвета являются традиционными цветами Исландии и связываются с цветами ордена Серебряного сокола. Цвета флага повторяют цвета флага Норвегии, территорией которой ранее была Исландия, только в обратной последовательности.

## Правовые аспекты использования флага

Флаг президента Исландии

Флаг таможенной службы Исландии

В день провозглашения Исландии республикой, 17 июня 1944 года, законом были установлены национальный флаг и герб страны. На сегодня это основной и единственный закон Исландии, определяющий её государственные символы. Статья 17 закона гласит, что официальные дни поднятия флага и время подъёма и спуска флага будут установлены специальным законом, но на практике такой закон появился лишь почти 50 лет спустя, в 1991 году, как и закон, более чётко определяющий специфические цвета и пропорции исландских флагов.
Первый из законов (№ 5 от 23 января 1991 года) устанавливает дни, в которые должен вывешиваться исландский флаг на государственных учреждения, а также время подъёма и спуска флага. Согласно закону, флаг Исландии не может быть поднят раньше 7 часов утра; спуск флага предпочтительнее проводить до заката солнца, но не позднее полуночи. Тем не менее, если флаг поднят на время проведения уличных собраний, официальных сборов, похорон или памятных мероприятий, он может развеваться в течение всего мероприятия, но не позднее полуночи.

### Дни подъёма флага
- Новый год
- Великая пятница (в 2020 году 17 апреля)
- Пасха (в 2020 году 19 апреля)
- Первый день лета (первый четверг после 18 апреля, в 2020 году 23 апреля)
- 1 мая
- Пятидесятница (в 2020 году 31 мая)
- День Моряка (первое воскресенье июня, в 2020 году 7 июня)
- 17 июня (День провозглашения республики)
- День рождения президента Исландии (сейчас 26 июня)
- 1 декабря (в 1918 году Исландия была объявлена независимым королевством в личной унии с Данией)
- Рождество (25 декабря)

Второй закон описывает размеры как национального флага страны, так и специальных государственных флагов, используемых представительствами Исландии за рубежом и Министерством иностранных дел страны. Кроме того, он определяет особенности использования флагов в разных ситуациях, например, способы размещения флага — на флагштоке, при вывешивании его на домах и на различных типах судов. Согласно закону использование флага — это привилегия, но не право. Владелец флага должен следовать инструкциям по его использованию и быть уверенным, что его флаг находится в хорошем состоянии: не измят, соответствующих цветов, не изношен. Тот же закон определяет наказание за оскорбление флага словом или действием — тюремное заключение сроком до одного года.

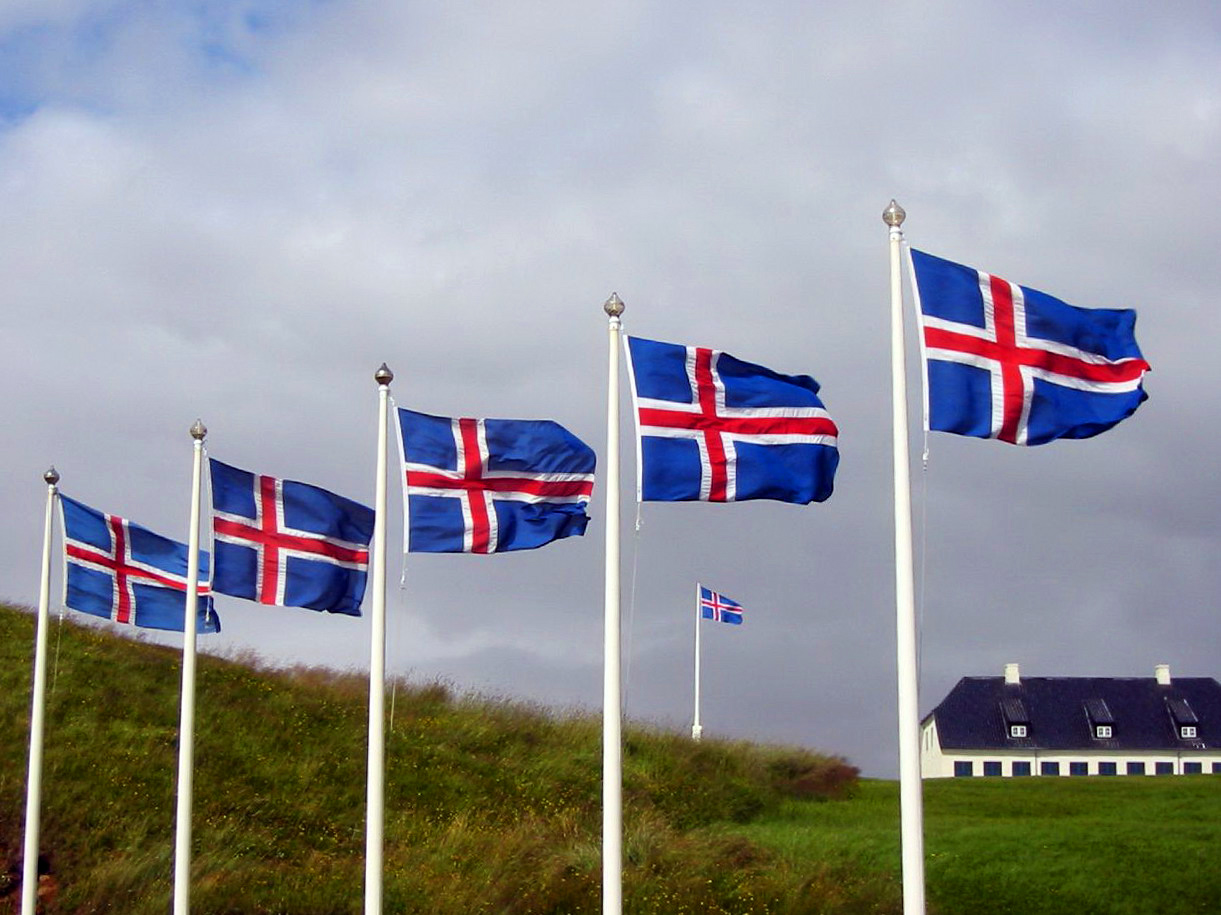
Национальные флаги Исландии на острове Видей
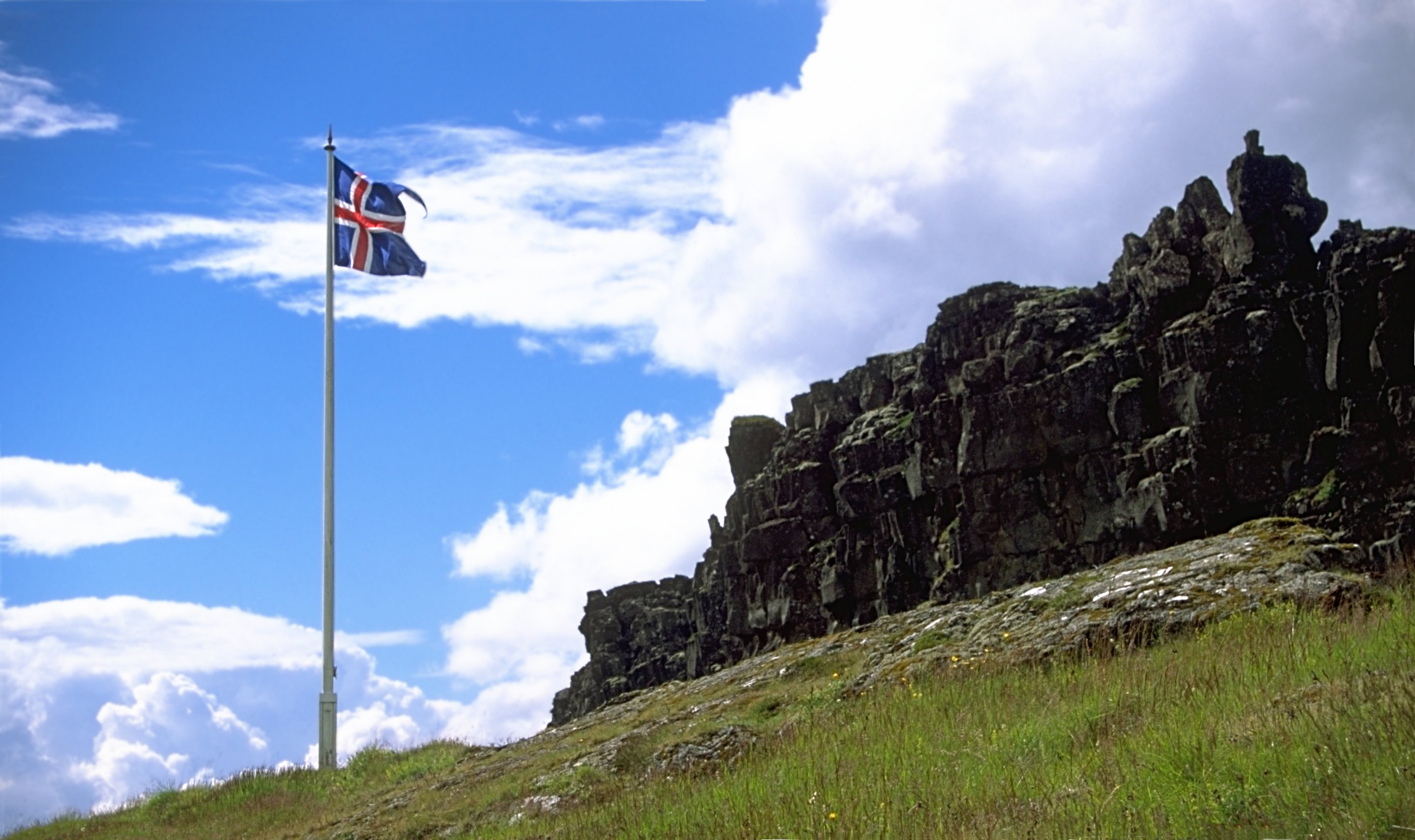
Национальный флаг Исландии в Национальном парке Тингветлире
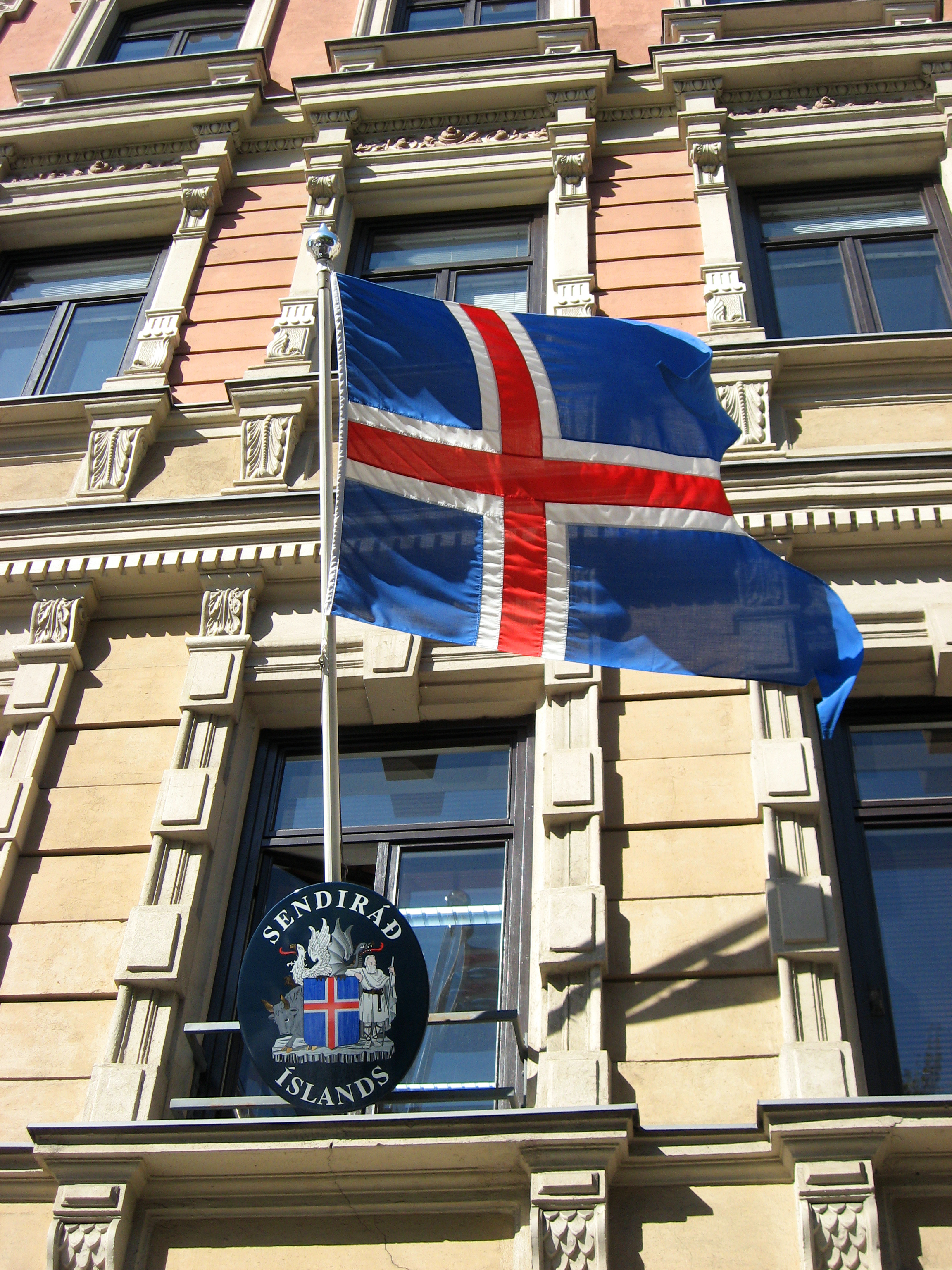
Государственный флаг Исландии на посольстве в Хельсинки

## Похожие флаги

Флаг Норвегии
Флаг Фарерских островов